# ديفيد ماكنزي (سياسي)
ديفيد ماكنزي (بالإنجليزية: David McKenzie)‏ هو سياسي أسترالي وبريطاني (وحمل سابقاً جنسية المملكة المتحدة لبريطانيا العظمى وأيرلندا)، ولد في 4 يوليو 1842، وتوفي في 16 يناير 1919. انتخب عضو مجلس النواب جنوب أستراليا من الجمعية عن دائرة Electoral district of Flinders ‏ وقد انضم خلال فترته النيابية (29 أبريل 1899 – 26 مايو 1905) للكتلة البرلمانية مستقل.